# Vrbaška
Vrbaška är ett samhälle i Bosnien och Hercegovina.   Det ligger i entiteten Republika Srpska, i den nordvästra delen av landet, 170 km nordväst om huvudstaden Sarajevo. Vrbaška ligger 105 meter över havet och antalet invånare är 906.
Terrängen runt Vrbaška är platt. Närmaste större samhälle är Bosanska Gradiška, 9,0 km nordost om Vrbaška. 
Trakten runt Vrbaška består till största delen av jordbruksmark. Runt Vrbaška är det ganska tätbefolkat, med 67 invånare per kvadratkilometer.